# Scorțoasa
Scorţoasa é uma comuna romena localizada no distrito de Buzău, na região de Muntênia. A comuna possui uma área de 96.10 km² e sua população era de 3175 habitantes segundo o censo de 2007.